# Ernst Hamburger (physicien)
Pour les articles homonymes, voir Hamburger (homonymie).
Ernst Wolfgang Hamburger (Berlin, le 8 juin 1933 - São Paulo, le 4 juillet 2018) est un physicien et communicateur scientifique brésilien.

## Biographie
De famille juive, Ernst Hamburger immigre avec ses parents au Brésil quand il a trois ans. Son père est juge et sa mère dirige un centre d'accueil pour des enfants juifs à São Paulo.

### Carrière
Diplômé de physique en 1954, à l'université de São Paulo, Ernst Hamburger commence à y enseigner juste après avoir été diplômé. Il reçoit son doctorat à l'université de Pittsburgh en 1959. Après le doctorat, il continue à enseigner à l'université de São Paulo et devient directeur de l'Institut de Physique.
À la retraite, il dirige l'Estação Ciência da Universidade de São Paulo (pt).
Il intègre le centre de recherche NeuroMat (en), où il est coordinateur de diffusion scientifique.
Il est membre de l'Académie brésilienne des sciences.

### Famille
Ernst Hamburger est marié à Amélia Hamburger, sa collègue à l'université de São Paulo, avec qui il a cinq enfants, dont le cinéaste Cao Hamburger (en).

## Prix
- Médaille de l'ordre national du mérite scientifique, 2005[4].
- Prix Kalinga, 2000[5].
- Prix José Reis, 1993[6].